# 藝術市場
艺术市场是指艺术的买卖和交换活动所形成的经济领域。包括了艺术作品的创作、展示、评估、买卖以及收藏等各个环节。艺术市场的主要参与者包括艺术家、中介（画廊，博物馆，经纪人，策展人等）、投資者、消费者等。

## 常见形式
- 传统艺术品如雕塑，绘画等的交易。艺术品不同于工业产品，通常具有独特性。
- 博物馆、剧院、电影院、音乐厅及展会的参观收入，门票等。
- 数字艺术，游戏等。

## 争议
- 由于艺术界定的复杂性，艺术市场并不是一个平滑的市场。艺术品经常被盗窃，抢劫或伪造，甚至被用作黑市交易。